# Картліс Цховреба
«Картлис цховреба» (груз. ქართლის ცხოვრება, дослівно: «Життя грузин») — збірник грузинських літописів, створений до XII ст. і поступово (до XIX ст.) доповнений.

## Структура
«Картліс цховреба» містить «Давню Картліс цховреба» і «Нову Картліс цховреба». «Давня» охоплює історію Грузії до XIV ст., «Нова» — з XIV ст. по XVIII ст.

## Зміст
«Картліс Цховреба» головним чином описує політичну історію Грузії, при цьому у багатьох випадках дані праць підтверджуються роботами негрузинських істориків.
На сьогоднішній день у розпорядженні науки є кілька рукописів довахтанговской редакції (список цариці Анни (XV століття), Список цариці Маріам (XVII століття), список 1697 р., список Мачабелі 1736 рік та інші) і кілька рукописів післявахтанговского періоду. У стародавній частині «Картліс Цховреба» представлено 10 історичних творів:
1. «Життя картлійських царів» — Леонті Мровелі, XI століття.
2. «Мучеництво Арчила» — Леонті Мровелі
3. «Життя Вахтанга Горгасала» — Джуаншер Джуаншеріані, XI століття.
4. «Історія і розповідь про Багратіон» — Сумбат Давітісдзе, XI століття.
5. «Матіане Картліс» — анонімного автора, не пізніше XII століття[1].
6. «Історія царя царів Давида» — анонім, XII століття
7. «Літопис часів Лаша Гіоргі» (2-га пол. XII — поч. XIII ст.) Анонімного автора.
8. «Історія і вихваляння монархів» (так званого першого історика  цариці Тамар).
9. «Історія цариці Тамар» — Басілі Езосмодзгварі (так званий другий історик цариці Тамар), XIII століття
10. «Хроніка» — анонім XIV століття